# Hicugaja Tósiró
Hicugaja Tósiró a Bleach című anime és manga egyik főszereplője. Tóshiró a sorozatban a 10. osztag kapitánya, ki egyben a Soul Society legfiatalabb Sinigami Kapitánya is. Hicugaja a sorozat legnépszerűbb szereplője, az eddigi összes szavazást ő nyerte meg Japánban. A második Bleach mozifilm, a Gyémántpor lázadás főszereplője lett. A legutóbb kiadott filmzenealbum borítóján ő látható, háttérben hadnagyával, Macumoto Rangikuval és gyerekkori barátjával, Hinamori Momóval. Japán szeijúja: Paku Romi. Angol hangja: Steve Staley. Magyar hangja: Előd Álmos. Zanpakutója, Hjórinmaru megnyerte a Legnépszerűbb Zanpakutó szavazást.

## Háttér
Hicugaja a Dzsunrin'an provinciából származik, Rukongai 1. Nyugati Körzetében nevelkedett nagymamájával és Hinamorival. Itt ismerkedett meg a későbbi hadnagyával, Macumoto Rangikuval is. Kezdetben nem tanúsított semmilyen érdeklődést a Sinigamik élete iránt. Gyermekként Tósiró egy kis semmirekellő volt, aki állandóan csak dinnyét evett, Hinamorival pedig hobbit űztek egymás cikizésével. Hinamori ekkor adta Tósirónak a "Siró-chan" (Hófehérke az Animax-os változatban.) gúnynevet, amiért az állandóan "Ágybavizelő Momo"-nak hívta őt. Hinamori és ő közel álltak egymáshoz, azonban Tóshiró sosem mutatta ki, de úgy érezte, hogy az ő kötelessége Hinamori védelmezése, és talán gyengédebb érzelmeket is mutat a lány iránt, de Hinamori még mindig csak gyerekkori barátként tekint rá. Miután Hinamori elment a Sinigami Akadémiára, Tósiró nem látogatott meg senkit, és hideg lett mint a jég. Mikor Hinamori látogatóba jött pár alkalommal, furcsán látta, hogy Tósiró nem öregedett semmit, míg Hinamori haja hosszabb lett és a nagyanyja is ráncosabb. Egy boltban összefutott Rangikuval, aki arra szólította föl, hogy viselkedjen férfihez méltóan, ezután pedig leütötte őt a melleivel. Hicugaja elmenekült, és este furcsa álmot látott. A saját Zanpakutójának szelleme, Hjórinmaru öltött alakot és megpróbálta elárulni a nevét, de a vad szélben Tósiró nem hallotta. Másnap Rangiku ébresztette fel, és közölte vele hogy a Reiacuja hűvössé tette a házat, dermesztően hideggé. Ez azért volt mert Tósiró hatalmas Reiacuja irányíthatatlan volt a részére, és ha még sokáig ott maradt volna, megölhette volna a nagyanyját. Rangiku mondta meg neki, hogy legyen Sinigami azért, hogy megtanulhassa uralni az erejét. Tehetségénél fogva Hicugaja gyorsan elvégezte a Sinigami akadémiát, azonban Hinamori továbbra is "Siró-csan" becenevén szólította, egészen addig amíg Hicugaja el nem érte a Zanpakutója Shikai szintjét. Hinamori ekkor kezdett rá úgy tekinteni, mint egy Sinigamira, és elkezdte "Hicugaja-kun"-nak szólítani. Tósiró gyorsan szerzett elismerést a Gotei 13-ban, mint "Gyermeki zseni" és ő lett a Soul Society történetében élt eddigi legfiatalabb Kapitány.

## Zanpakutó
Hicugaja Tósiró kardját Hjorinmarunak (氷輪丸 Jéggyűrű; Animax: Jégförgeteg) hívják. Hjourinmaru a legerősebb jég elemű Zanpakutó. Tekintettel Hicugaja magasságára, a fiú a hátán viseli a kardot, hasonlóan mint Kuroszaki Icsigo. Elzárt formában a kardja egy okatana (hosszú katana) alakját ölti fel, keresztvasa csillag alakú.
Shikai: Hjourinmaru a Zúdítsd rá a fagyos eget! (霜天に坐せ szóten ni zasze) parancsszóra éri el az első szintet. A kard Shikai alakban a kard végére egy láncos félhold kerül, egy hatalmas kínai jégsárkányt irányít vele. Soul Societyben, ahol Tósiró nincs pecsét alatt, még az időjárást is megváltoztatja.
Shikai technikák:
- Tenszó Dzsúrin (天相従臨 Az Ősi Napistennő Eltakarása): Ez Hjorinmaru egyik alap képessége. De ugyanakkor a legerősebb is. Megengedi neki, hogy irányítsa az időjárást maga körül. Hicugaja ereje viszont még nem élég kiforrott és ezért nem szereti Bankai módban használni mert nem biztos benne hogy nem öl meg másokat is. A képesség használható Shikai és Bankai formában is.

Bankai: Hjourinmaru Bankai formáját Daiguren Hjourinmarunak (大紅蓮 氷輪丸 Nagy Bíbor Lótusz Jéggyűrű; Animax: Tomboló Jégförgeteg) hívják. Hjourinmaru második kibocsátási módja Hicugaja hátát bevonja jéggel, és kialakítja egy szárny és egy farok alakját. A jég a jobb kezét is beborítja a kardja keresztvasától fogva. A 4-ágú keresztvas nyolcágú csillag alakú keresztvassá alakul át. Hitsugaya már képes repülni a jégszárnyai segítségével. A Bankai alakban már képes több technikát is alkalmazni.
Bankai technikák:
- Rjúszenka (竜霰花 Sárkány Jégvirágeső): Mikor Hicugaja átdöfi az ellenséget a kardjával, hatalmas mennyiségű jeget szabadít rá, mégpedig úgy a közte és az ellensége közötti távolságot beborítja jéggel, így magát az ellenfelét is. Ezután pedig széttöri a jeget, vele együtt az ellenfelét is.
- Szennen Hjóró (千年氷牢 Ezeréves Jégbörtön): Tósiró jégpilléreket hoz létre, és mikor kardját az óra mutató járásával ellentétesen forgatja 90°-ban, a pillérek elindulnak és bekerítik az ellenséget, majd pedig összezúzzák őt. Mivel a technika nagyon erőteljes, rengeteg időt használ fel az előkészítése, és az ellenség reakció ideje is sokat számít.
- A Jégszárnyak védelme: Tósiró maga elé helyezi a szárnyait, akár egy pajzsot szokás, ezzel pedig levédi az ellene érkező támadásokat.
- Bankai gyógyulás: Tósiró Bankai formájának egyetlen hátulütője, hogy korlátozott. Mikor Tósiró Bankai alakba lép, a feje fölött tizenkét szirom jelenik meg, amik gyémántként ragyognak. Ezek a szirmok jelzik, hogy Hicugajának mennyi ereje maradt még. Ugyanis a fiatal korára való tekintettel a Bankai-a nem teljes. Ha a szirmok eltűnnek, a Bankai is vele vész. Azonban, Hicugaja képes nagy mennyiségű víz környezetében regenerálni a Bankai szirom leveleit.
- Jégklón: Tósiró a Bankai formában képes létrehozni nagy mennyiségű jégből egy nagyon élethű klónt, mely még vérezni is tud.Azonban ezen képesség határait még nem fedték fel.
- Guncso Curara (群鳥氷柱 Madárseregnyi Jégcsapok): Hicugaja át tud változtatni vizet jéggé azután a céljához tudja lendíteni a Zanpakutójával egy olyan ívben, ami sok jéglándzsát lő ki a célpontra.
- Hjóten Hjakkaszó (氷天百華葬 Fagyott Mennyország, 1000 virág temetése): Ezt a képességet Hicugaja csak nagyon ritkán alkalmazza, és akkor is csak a Tenszó Dzsúrin használatakor. A képesség kinyit egy hatalmas rést a felhőkön, amiken keresztül nagy mennyiségű hó esik az ellenfélre. Akit viszont ha ez a hó megérint, azonnal megfagy, mint egy virág. Mire az utolsó 100 virágszirom is lehullik, annak az élete aki hozzáért a hóhoz, véget ér.